# ジョージ・ホウィットフィールド
ジョージ・ホウィットフィールド（ホイットフィールドとも、英語：George Whitefield、1714年12月27日 - 1770年9月30日）は、18世紀イギリスと植民地時代アメリカに大きな影響を与えたキリスト教の伝道者、イングランド国教会の牧師、説教者、メソジスト信仰復興 の指導者である。

## 生い立ち
イングランドのグロスターに生まれ、マサチューセッツで召天した。現在メソジスト派の創始者はジョン・ウェスレーではなく、ホウィットフィールドだと言う者もいる。ホウィットフィールドは、信仰復興（リバイバル）のメッセージで知られる。そのリバイバルは大覚醒と呼ばれた。
ホウィットフィールドは2歳の時に父親を亡くした。15歳の時までは、嘘をつき、悪いことばを口から出し、教会にも行かず劇場、カード遊び、俗悪本にふけった。15歳で学校を辞め、母親が経営する旅館の手伝いをした。彼は貧しい未亡人の息子だったので、特別給費生としてオックスフォード大学に入学した。授業料免除と引き換えに、上流階級の学生たちの召使いとして働きながら、学業に励んだ。召使いの仕事は、朝、学生たちを起こすことに始まり、彼らの靴を磨き、本を運び、時には課題を代わりにすることさえあった。大学に入学してから、明確にキリスト教信仰を持ち、ジョン・ウェスレー、チャールズ・ウェスレー兄弟と大学でホーリー・クラブの交わりを持った。彼らは、メソジスト（規律屋）とあだ名された。一時期ホウィットフィールドは、ローマ・カトリック的な禁欲主義に惹かれ、トマス・ア・ケンピスなどを読みふけっていた。
『人の魂に宿ってくださる神のいのち』（スクーガル著）などを読み、ついに暗闇から解放され、彼はキリストの者になった。そして聖書そのものを、跪いて、祈りつつ読むようになった。
回心後の彼の敬虔さは、グロスターの主教に認められ、1736年、規定の年齢に達する前に執事として聖職者按手を受けることになった。彼が22歳の時であった。

## 伝道旅行

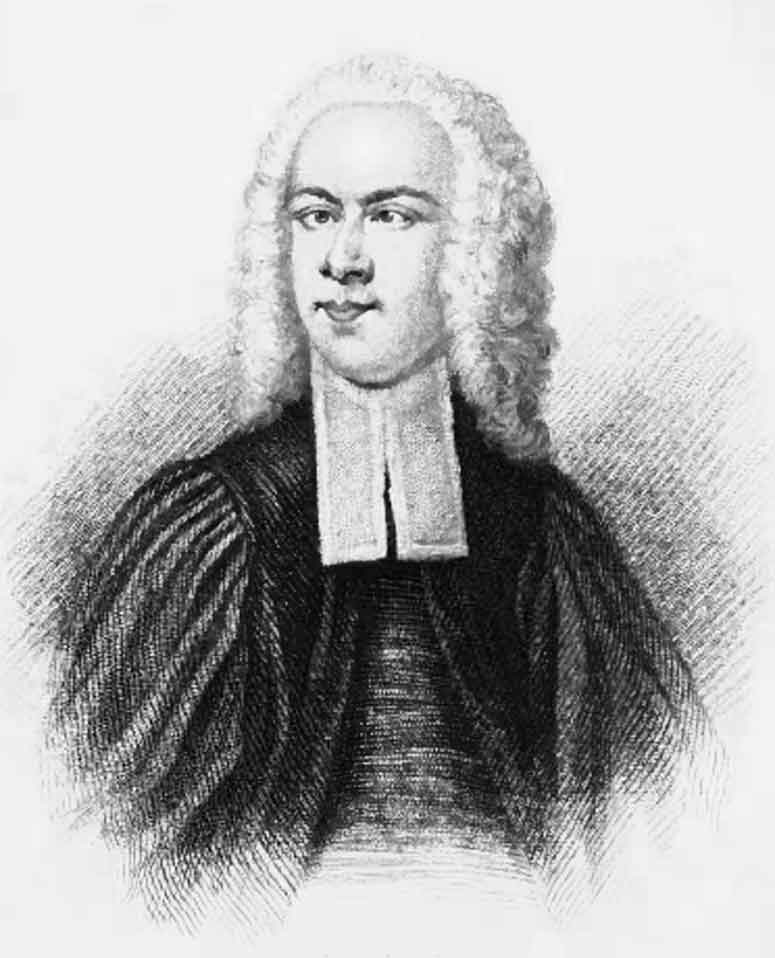
ホウィットフィールド

故郷のグロスターで最初の説教をした。幼少時からの彼を知る会衆の前で説教することは、身をすくませることだったが、神の臨在を感じ、語るにつれて心は燃やされ、福音の権威を持って語ることが出来たという。最初の説教で会衆は心を打たれ、そのうちの15人が狂人になってしまったという苦情が、主教に持ち込まれたほどだった。
1737年から1年間合衆国に渡り、ジョージア州の貧しく無学な人々の間で働き、孤児院の運営を助けた。1738年の後半に司祭按手を受けるため、故郷に帰国するも、彼を「狂信的な熱狂主義者」と疑うイングランド国教会が、講壇からの説教を拒んだため、野外説教で福音を宣べ伝えるようになった。国教会の聖職者たちは、洗礼を受けた者は自動的にクリスチャンになると考えていたため、ホウィットフィールドが、すでに洗礼を受けた者も、新生する必要があると説教したことに腹を立てたのだった。
予定説をめぐってウェスレーと袂を分かった。ホウィットフィールドがカルヴァン主義者だったからである。リバイバルの指導者ではジョナサン・エドワーズもカルヴァン主義者であった。
1740年、ジョージア州に孤児院を設立した。

## リバイバル・ミーティング

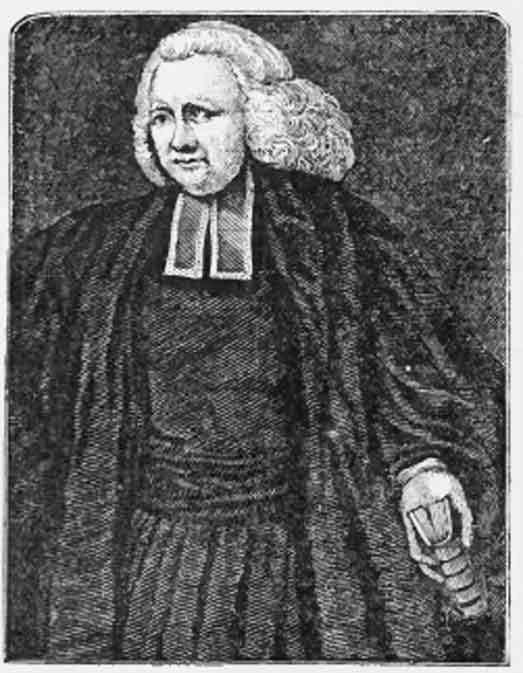
ホウィットフィールドの説教

悪徳の町ブリストルの貧しい炭鉱労働者たちに福音を伝えた。ホウィットフィールドの説教を聞き、彼らは涙に咽んだと伝えられる。
1740年の集会では1万2千人が集まり、泣き叫ぶ声でホウィットフィールドの説教がかき消されるほどだった。彼の説教にはしるしと不思議が伴っていたと言われる。
ホウィットフィールドの遺体は、ニューベリーポートの長老教会の講壇の下に置かれている。
大覚醒と呼ばれるリバイバルは、次の世代の伝道活動の形を決定した（）。ホウィットフィールドは福音主義の父（the fathers of Evangelicalism）の一人と考えられ、今もアメリカは彼の遺産を受け継いでいる。